# Chakvi
Chakvi (en georgiano: ჩაქვი) es un asentamiento urbano de Georgia ubicado en el oeste de la República Autónoma de Ayaria, siendo parte del municipio de Kobuleti. Chakvi es conocido por ser el lugar de nacimiento de la producción de té en Georgia.

## Geografía
Chakvi se encuentra en la costa del mar Negro, a orillas del río Chakviskali y a 12 kilómetros de Kobuleti. 

### Clima
El clima de Chakvi es subtropical marítimo que, junto con el mar cálido y claro con una playa de guijarros, hace de este asentamiento un lugar popular de relajación. 

## Historia
Chakvi fue parte del principado de Guria hasta la década de 1720. Desde mediados del siglo XVII hasta los años 20 del siglo XVIII, fue propiedad de la familia Tavdgiridze. Durante la época del Imperio ruso, un especialista en té, Lau Yon Yau, fue llamado desde China, quien trajo aquí las primeras variedades de té.
El estado de un asentamiento de tipo urbano desde 1954. En la época soviética, tres fábricas de té, una fábrica de prensado de té, empresas para la producción de vinos de frutas y bayas y tinturas de cítricos operaban en Chakvi. Había granjas estatales de té y cítricos, así como una sucursal del Instituto de Investigación de Té y Cultivos Subtropicales de toda la Unión.

## Demografía
La evolución demográfica de Chakvi entre 1959 y 2014 fue la siguiente:
| 6183                                            | 5365 | 6374 | 7199 | 8100 | 6720 |
| (Fuente: Population of Georgia in Soviet times) |      |      |      |      |      |

Según el último censo del año 2014, el pueblo tenía una población de aproximadamente 6720 habitantes, mayoritariamente georgianos.
|              | 2014      | 2014       |
| Grupo étnico | Población | Porcentaje |
| ------------ | --------- | ---------- |
| Georgianos   | 6427      | 95,64%     |
| Armenios     | 113       | 1,68%      |
| Rusos        | 102       | 1,52%      |
| Total        | 6720      | 100%       |

## Economía
Chakvi fue una de varias áreas productoras de té que producían té para la Unión Soviética. Todavía se pueden encontrar plantas de té silvestres, y aún continúa una producción limitada de té, en las colinas sobre Chakvi. Actualmente, Chakvi es un lugar popular para el turismo y la recreación.
En julio de 2007, se construyó la estación de radar de Chakvi de 600.000$ bajo la supervisión del distrito de Europa del Cuerpo de Ingenieros del Ejército de EE. UU. Sirve tanto al puerto comercial como militar.

## Infraestructura

### Transporte
Chakvi cuenta con el servicio de la línea ferroviaria Batumi-Samtredia.